# Попов, Александр Егорович
Александр Егорович Попов  (род. 7 января 1948, Тамбов) — советский и российский тренер по боксу. Заслуженный работник физической культуры Российской Федерации (2005), Заслуженный тренер России (2004).

## Биография
В 1972 году окончил Волгоградский государственный институт физической культуры. Работал тренером-преподавателем в Горспортсовете города Златоуста-36. С 2002 года директор СДЮСШОР по боксу ЗАТО города Трёхгорный Челябинской области.

## Известные ученики
- Максим Халиков (р.1979) — МСМК по боксу. Чемпион России (2000, 2004), обладатель Кубка мира (2005)
- Алексей Астраханцев — МСМК по боксу. Победитель Первенства России (1995) и обладатель Кубка России (1997), Серебряный (1997, 1999) и Бронзовый (2001) призёр Чемпионатов России